# 아코야파
아코야파(스페인어: Acoyapa)는 니카라과 촌탈레스주의 도시이다.